# Approaching Normal
Approaching Normal è il quinto album discografico del gruppo musicale alternative rock statunitense Blue October, pubblicato nel 2009.

## Tracce
1. Weight of the World – 4:05
2. Say It – 3:38
3. Dirt Room – 3:25
4. Been Down – 4:19
5. My Never – 3:47
6. Should Be Loved – 4:02
7. Kangaroo Cry – 4:53
8. Picking Up Pieces – 4:22
9. Jump Rope – 3:22
10. Blue Skies – 3:44
11. Blue Does – 3:27

## Formazione
- Justin Furstenfeld - voce, chitarra
- Jeremy Furstenfeld - batteria, percussioni
- Ryan Delahoussaye - violino, mandolino, tastiere, voce
- C.B. Hudson - chitarra, voce
- Matt Noveskey - basso, chitarra, voce